# Chira Apostol
Chira Apostol, född den 1 juni 1960 i Alexeni i Rumänien, är en rumänsk roddare.
Hon tog OS-guld i fyra med styrman i samband med de olympiska roddtävlingarna 1984 i Los Angeles.